# Telescopio de tubo Geiger

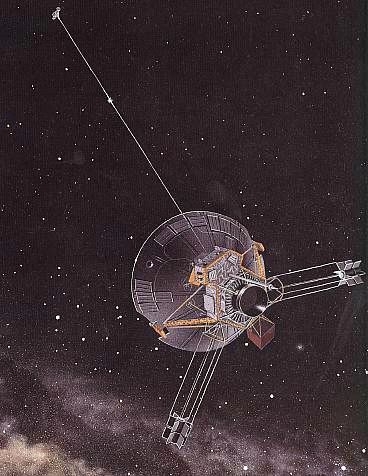
Representación artística de la nave Pioneer 10

El Telescopio de tubo Geiger es un instrumento científico utilizado para medir las intensidades, espectros de energía, y la distribución angular de electrones y protones en forma de partículas energéticas en el espacio interplanetario y cerca de Júpiter y Saturno a bordo de naves espaciales.
El instrumento que equipaba la nave Pioneer 10 fue desarrollado a principios de la década de 1970, y estaba compuesto por una serie de siete tubos Geiger-Müller en miniatura, conocidos en conjunto como un telescopio de tubo Geiger (GTT por sus siglas en inglés). Cada tubo es un pequeño cilindro lleno de gas. Cuando una partícula cargada pasa a través del gas, se desencadena un impulso eléctrico por el desequilibrio creado en el voltaje aplicado. Se registran los impulsos individuales en cinco de los tubos y los pulsos coincidentes en tres combinaciones de los siete tubos. Se detectan los protones con energías superiores a 5 MeV y los electrones con energías mayores de 40 keV.
En el Pioneer 11, uno de los tubos Geiger-Müller fue sustituido por una oblea de silicio delgada para detectar protones en el intervalo de energía específica de 0,61 a 3,41 MeV. Se hicieron otros cambios menores para mejorar las características del sistema de detección.
Los trenes de pulsos se pasaron a través procesadores de datos cuasi-logarítmicos y luego al sistema de telemetría de radio de la nave espacial. Las distribuciones angulares se midieron cuando la nave espacial giraba. Estos datos de telemetría se transmitieron a la Tierra mediante el transmisor de banda S de 8 vatios de potencia situado en el interior de la sonda Pioneer, utilizando una de las ocho velocidades de transmisión de datos disponible (de 16 a 2048 bits por segundo).